# Gebel el-Achdar
Gebel el-Achdar (italianizzazione del termine arabo الجبل الأخضر: al-Jabal al-Akhḍar che significa montagna verde), è un altopiano libico (circa 860 metri di altezza), ricoperto da fitti boschi, situato nella Cirenaica settentrionale, nella parte orientale del paese. È situato negli odierni distretti di Darna, al-Jabal al-Akhdar, e al-Marj.

## Geografia
L'altopiano inizia ad est di Bengasi e si estende, parallelamente alla costa del Mediterraneo, per una lunghezza di circa 180 km in direzione est-nord-est fino ad arrivare a nord di Derna. L'altopiano è intervallato da diverse valli e uadi ed ha una larghezza complessiva che varia dai 20 ai 30 km.

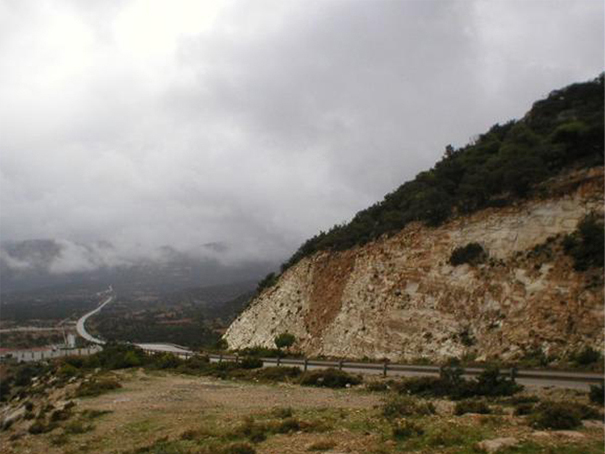
La regione di Gebel el-Achdar

La regione è la più umida della Libia. La media delle precipitazioni annue è tra i 400 e i 600 millimetri. Grazie alle abbondanti precipitazioni la zona è ricoperta da boschi e sono alquanto fiorenti le coltivazioni di cereali, frutta, patate e vite.
I coloni italiani vi costruirono numerosi villaggi tuttora abitati (esempio Villaggio Baracca, Villaggio Maddalena, Villaggio D'Annunzio, Borgo Torelli).
Lungo l'altopiano vi sono alcune importanti città antiche e moderne:
- el-Abiar
- Al-Marj
- Beida
- Gubba
- Derna
- l'antica colonia greca di Cirene ed il suo porto Apollonia

La città di Beida è il capoluogo del distretto e una delle città più grandi della regione.

## Storia
L'antica colonia greca di Cirene era situata in una lussureggiante vallata.
Omar Mukhtar, capo senussita della resistenza contro la colonizzazione italiana, ne usò come base le foreste dell'altopiano.
Tra il 1929 e il 1931 la popolazione libica fu deportata in massa dal Gebel dall'esercito italiano che intendeva separare la resistenza libica armata dalla popolazione locale.

## Galleria d'immagini

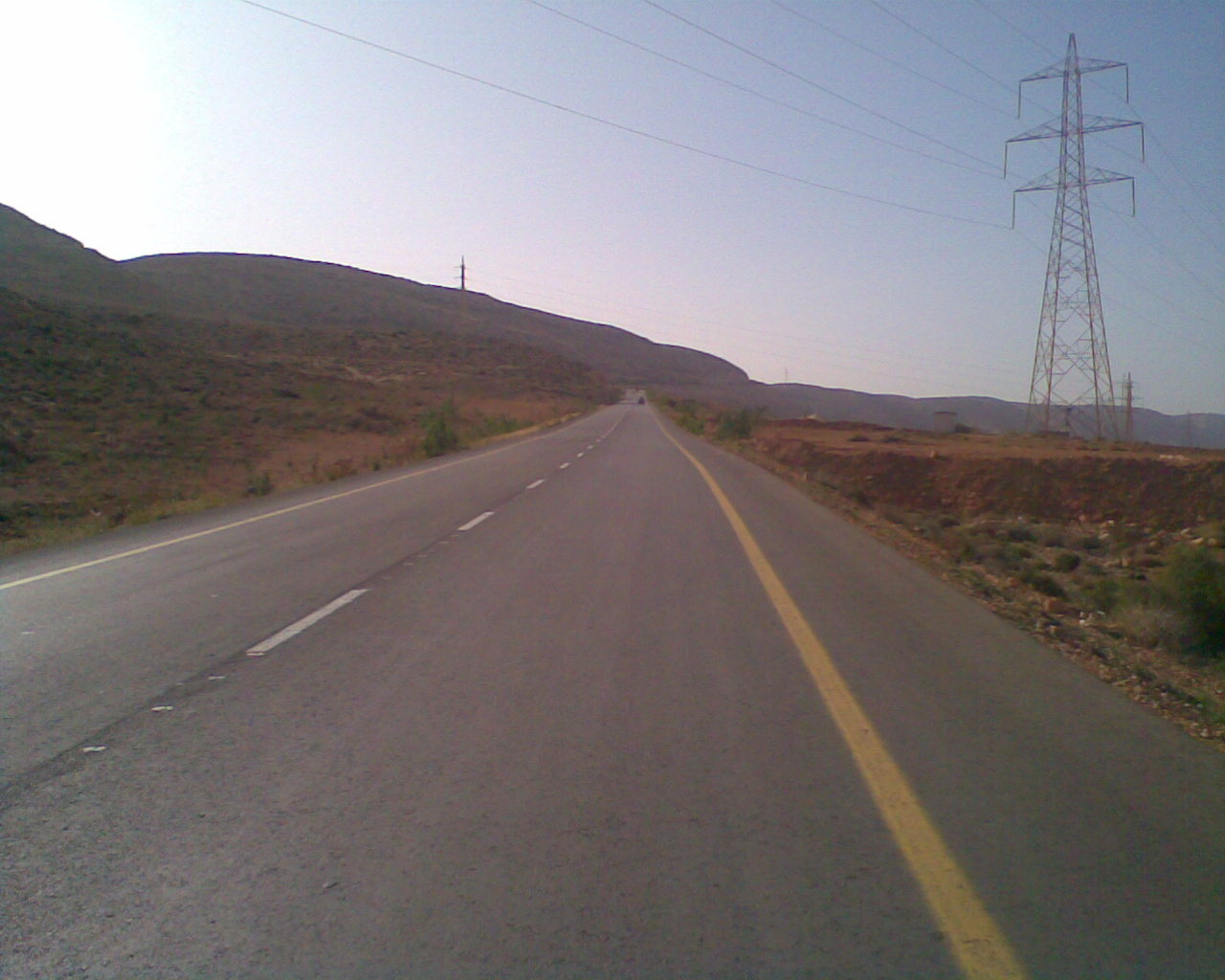
Estremità orientale del Gebel el-Achdar, (vicino a Derna).
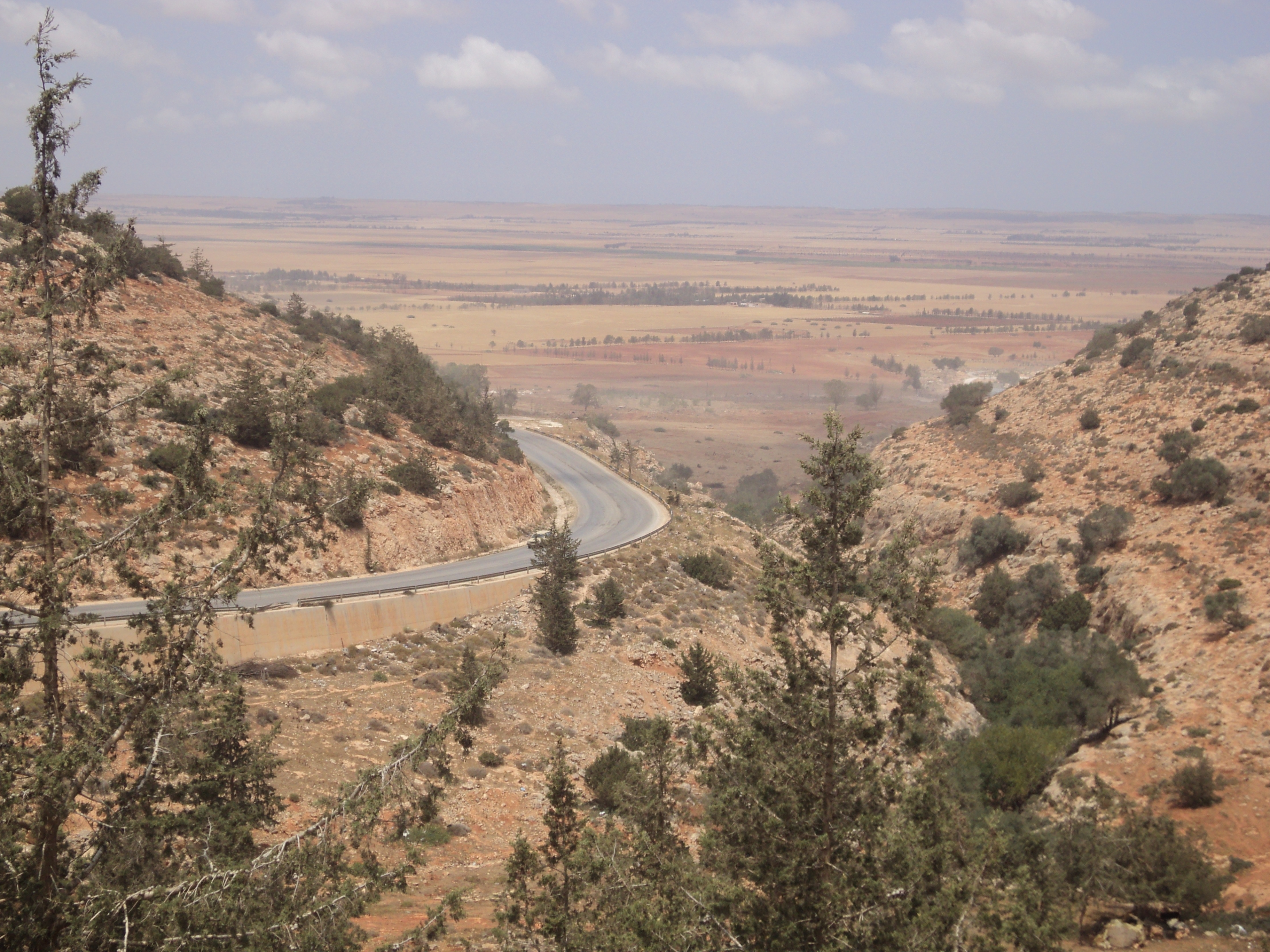
scarpata nella zona di Al-Marj.
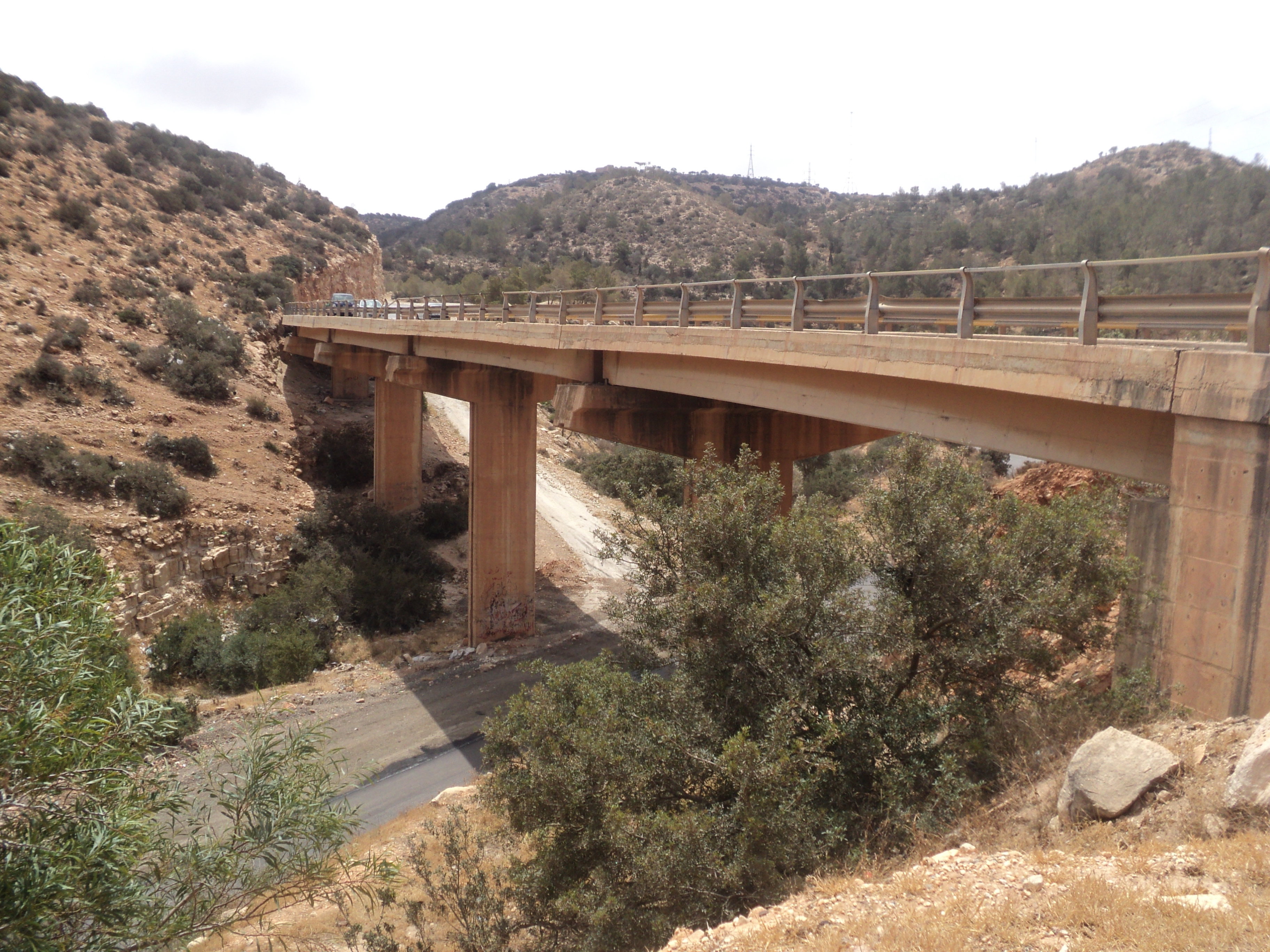
scarpata nella zona di Bacur.
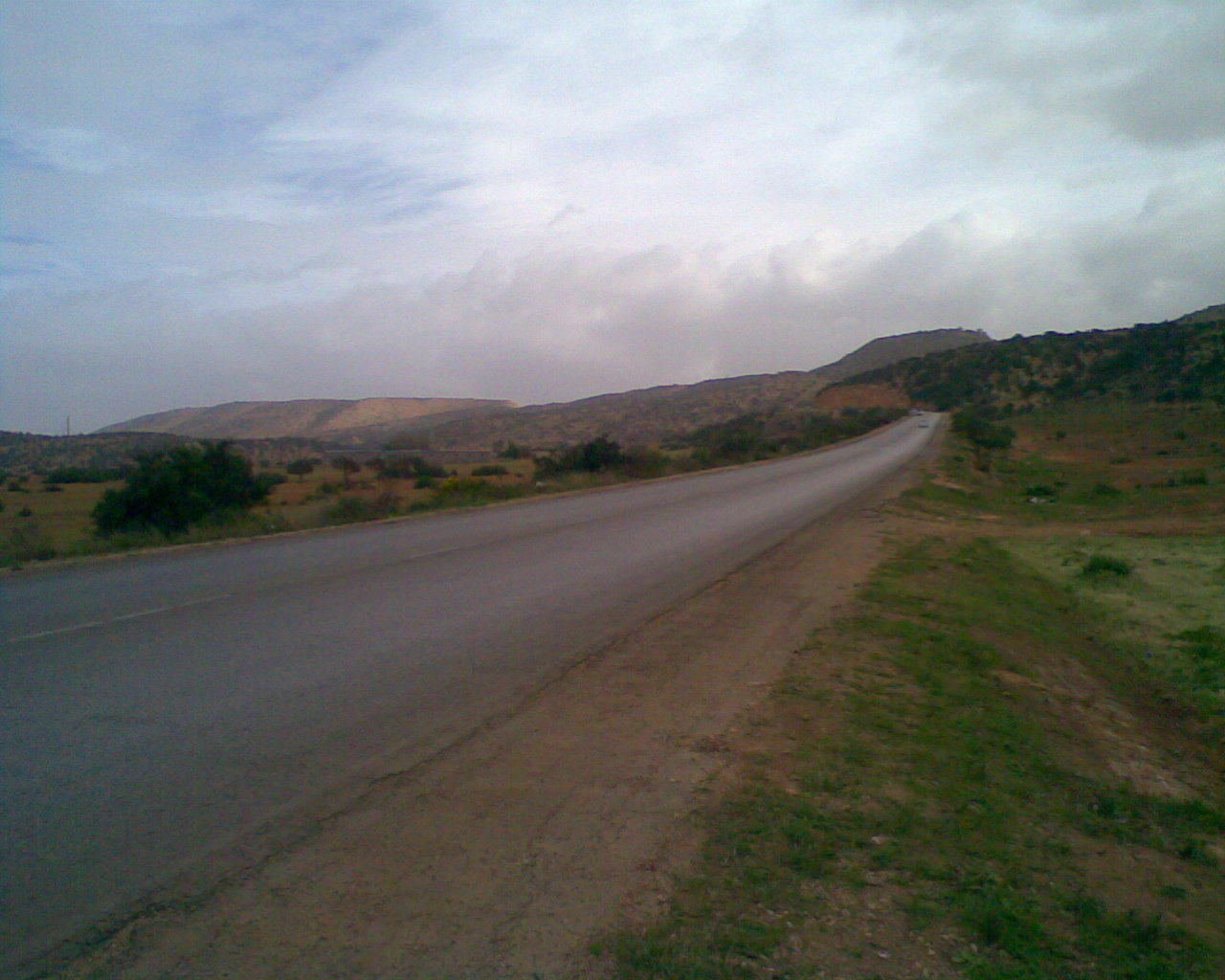
Bacur nell'estremità occidentale di Gebel el-Achdar, vicino a Taucheira).
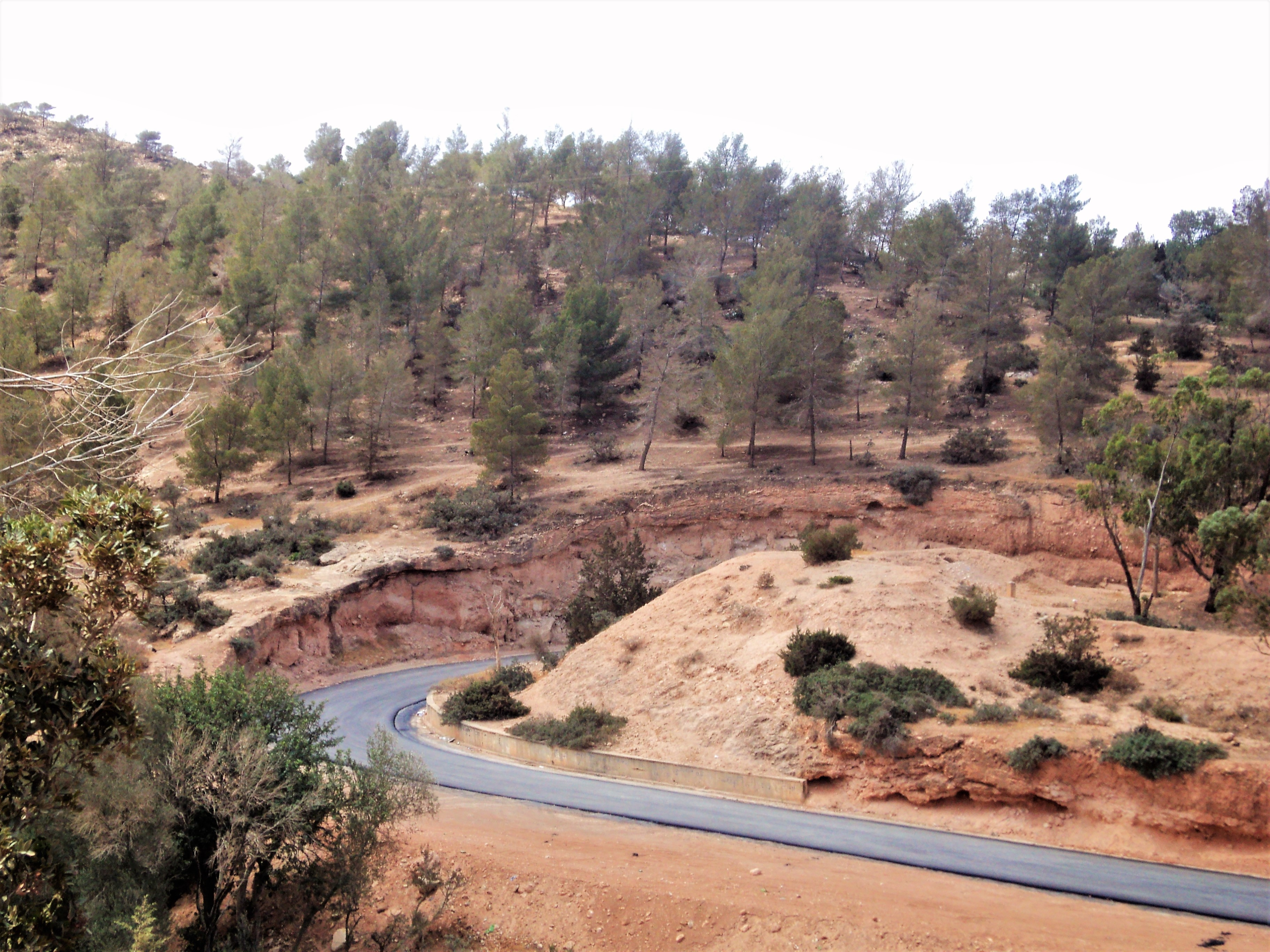
La zona di Bacur nel Gebel el-Achdar.
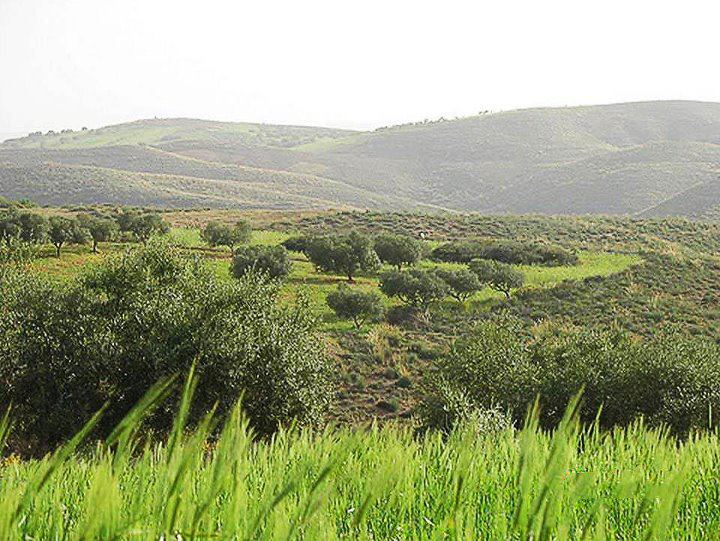
Coltivi